# باتاغاي-آليتا
باتاغاي-اليتا (بالروسية: Батагай-Алыта) هي مدينة في جمهورية ياقوتيا في روسيا.
يبلغ عدد سكانها حوالي 1721 نسمة.

## المناخ
يظهر الجدول التالي التغييرات المناخية على مدار السنة لباتاغاي-اليتا:
| البيانات المناخية لـباتاغاي-اليتا                                                                                     | البيانات المناخية لـباتاغاي-اليتا | البيانات المناخية لـباتاغاي-اليتا | البيانات المناخية لـباتاغاي-اليتا | البيانات المناخية لـباتاغاي-اليتا | البيانات المناخية لـباتاغاي-اليتا | البيانات المناخية لـباتاغاي-اليتا | البيانات المناخية لـباتاغاي-اليتا | البيانات المناخية لـباتاغاي-اليتا | البيانات المناخية لـباتاغاي-اليتا | البيانات المناخية لـباتاغاي-اليتا | البيانات المناخية لـباتاغاي-اليتا | البيانات المناخية لـباتاغاي-اليتا | البيانات المناخية لـباتاغاي-اليتا |
| الشهر | يناير                             | فبراير                            | مارس                              | أبريل                             | مايو                              | يونيو                             | يوليو                             | أغسطس                             | سبتمبر                            | أكتوبر                            | نوفمبر                            | ديسمبر                            | المعدل السنوي                     |
| --- | --------------------------------- | --------------------------------- | --------------------------------- | --------------------------------- | --------------------------------- | --------------------------------- | --------------------------------- | --------------------------------- | --------------------------------- | --------------------------------- | --------------------------------- | --------------------------------- | --------------------------------- |
| متوسط درجة الحرارة الكبرى °م (°ف)                                                                                     | −43.3 (−45.9)                     | −38.7 (−37.7)                     | −18.8 (−1.8)                      | −3.1 (26.4)                       | 9.7 (49.5)                        | 18.9 (66.0)                       | 22.6 (72.7)                       | 18.7 (65.7)                       | 7.6 (45.7)                        | −10.2 (13.6)                      | −30.8 (−23.4)                     | −41.4 (−42.5)                     | −9.1 (15.7)                       |
| متوسط درجة الحرارة الصغرى °م (°ف)                                                                                     | −46.9 (−52.4)                     | −46.6 (−51.9)                     | −37.0 (−34.6)                     | −21.0 (−5.8)                      | −1.8 (28.8)                       | 7.6 (45.7)                        | 10.9 (51.6)                       | 6.2 (43.2)                        | −1.8 (28.8)                       | −18.1 (−0.6)                      | −36.1 (−33.0)                     | −45.0 (−49.0)                     | −19.1 (−2.4)                      |
| الهطول مم (إنش) | 5.9 (0.23)                        | 6.2 (0.24)                        | 5.6 (0.22)                        | 3.4 (0.13)                        | 15.3 (0.60)                       | 32.4 (1.28)                       | 27.1 (1.07)                       | 26.1 (1.03)                       | 16.8 (0.66)                       | 8.9 (0.35)                        | 10.0 (0.39)                       | 6.0 (0.24)                        | 163.7 (6.44)                      |
| متوسط أيام هطول الأمطار                                                                                               | 8                                 | 7                                 | 5                                 | 3                                 | 6                                 | 10                                | 10                                | 10                                | 7                                 | 7                                 | 8                                 | 6                                 | 87                                |
| المصدر #1: https://web.archive.org/web/20131006193245/http://www.storm247.com/weather/118964226/climate (temperature) |                                   |                                   |                                   |                                   |                                   |                                   |                                   |                                   |                                   |                                   |                                   |                                   |                                   |
| المصدر #2: http://www.worldweatheronline.com/Batagay-Alyta-weather-averages/Sakha/RU.aspx (precipitation)             |                                   |                                   |                                   |                                   |                                   |                                   |                                   |                                   |                                   |                                   |                                   |                                   |                                   |